# Tissemsilt (tỉnh)
Tissemsilt (tiếng Ả Rập: ولاية تسمسيلت ) là một tỉnh của Algérie. Tỉnh lỵ là Tissemsilt. Vườn quốc gia Théniet El Haâd nằm ở tỉnh này.

## Các đơn vị hành chính
Tỉnh này có 13 huyện và 38 đô thị. Các huyện là:
- Tissemsilt
- Bordj Emir Abdelkader
- Ammari
- Lazharia
- Lardjem
- Bordj Bou Naâma
- Théniet El Had
- Khémisti